# Entodon caliginosus
Entodon caliginosus är en bladmossart som beskrevs av Georg Friedrich von Jaeger 1878. Entodon caliginosus ingår i släktet Entodon och familjen Entodontaceae. Inga underarter finns listade i Catalogue of Life.